# Алан Мелвин
Алан Џон Мелвин (енгл. Allan John Melvin; 8. фебруар 1923 — 17. јануар 2008) био је амерички глумац, гласовни глумац и импресиониста. Углавном је глумио у телевизијским ситкомима међу којима је и Енди Грифит шоу.

## Биографија
Рођен је у Канзас Ситију где је живео са родитељима, Ричардом и Мари Мелвин. Након што је завршио универзитет Колумбија, био је у Америчкој ратној морнарици током Другог светског рата.
Након мањих наступа у ноћним клубовима и Бродвеју, појавио се у ситкому Фил Силверс шоу као десетар Стив Хеншо. Касније је тумачио и друге улоге у серији, најчешће ликове који су гласни, а радио је и имитацију Хамфрија Богарта. Током 1960-их глумио је у серији Gomer Pyle, U.S.M.C. и појавио се у шест епизода Дик ван Дајк шоу-а. Позајмљивао је гласове бројним цртаним јунацима.
Глумио је и у познатој серији током 1970-их The Brady Bunch у улози Сема Френклина. Појављивао се и у неколико телевизијских реклама.
Умро је 17. јануара 2008. године од последица рака. Сахрањен је на гробљу у Јужној Каролини.